# Роланд Генніґ
Роланд Генніґ (нім. Roland Hennig, 19 грудня 1967) — німецький велогонщик.
Срібний призер Олімпійських Ігор 1988 року в командній гонці переслідування.
Срібний призер Чемпіонату світу з велоперегонів на треку 1986 (командна гонка переслідування), 1987 (командна гонка переслідування) років.